# Racicznica zmienna
Racicznica zmienna (Dreissena polymorpha) – eurytopowy gatunek słodkowodnego małża z rodziny racicznicowatych (Dreissenidae). W Polsce jest jedynym przedstawicielem rodziny, pospolitym w zalewach i jeziorach. Obrasta gęsto podwodne urządzenia techniczne, jest ważnym biofiltratorem.

## Morfologia i ekologia
Długość maksymalna 25–40 mm, szerokość 17–23 mm, wysokość 13–18 mm, muszla w kształcie trójkąta, beżowa w czarne pręgi. Prowadzi osiadły tryb życia, przytwierdzając się do podwodnych skał, zatopionych pni, wraków, a także do podwodnych części takich urządzeń technicznych, jak rurociągi, śluzy, jazy i przepusty, zakłócając ich prawidłowe działanie. Stwierdzono, że racicznice dobrze oczyszczają wody zbiorników wodnych z zawieszonych w nich cząstek organicznych i nieorganicznych oraz glonów występujących masowo i powodujących zakwity wód. Przez organizm racicznicy przechodzą wszystkie substancje występujące w wodzie. Racicznice są wrażliwe na zbyt duże zanieczyszczenie zbiornika, są więc bioindykatorami środowiska. Wykazują natomiast dużą tolerancję na zasolenie wód. Odpowiednia głębokość siedlisk to 1,5-2,0 m poniżej lustra wody. Jako jedne z nielicznych małży słodkowodnych wydzielają tzw. bisior.

## Ekspansja gatunku
Racicznica zmienna pochodzi ze strefy Morza Kaspijskiego i Morza Czarnego. W XIX wieku trafiła do Europy poprzez żeglugę rzeczną, a w latach 80. XX wieku dotarła do Ameryki Północnej. Obecnie znajduje się w fazie ekspansji i kolonizuje wody słodkie w Europie, Azji i Ameryce Północnej, powodując jednocześnie ogromne straty ekonomiczne. Niszczy  infrastrukturę zbiorników wodnych, statków, silników, turbin, itp. Zakłada kolonie w rurach i wodociągach stanowiąc zagrożenie dla zaopatrzenia w wodę terenów rolniczych, przemysłowych i urbanizacyjnych.
Poza strefą pochodzenia racicznica zmienna jest uznawana za gatunek inwazyjny. Powoduje wielkie szkody w ekosystemie Ameryki Północnej (zwłaszcza w systemie Wielkich Jezior), poprzez wypieranie i eliminowanie lokalnych zagrożonych gatunków, co oznacza zubożenie naturalnej fauny. To racicznica odpowiada m.in. za praktycznie całkowite zniszczenie populacji kilku gatunków małży z rodziny skójkowatych (Unionidae) w jeziorze St. Clair i w zachodniej części basenu jeziora Erie w prowincji Ontario w Kanadzie. W europejskich ekosystemach nie jest jednak tak szkodliwa. Wiązać się to może z faktem występowania racicznicy w Europie przed epoką lodowcową. Dzięki temu małż ten nie jest całkiem obcy naszej faunie.  
Podstawą szkód wyrządzanych przez racicznicę zmienną jest jej szybka proliferacja. Ma zwykle dwa cykle rozrodcze w roku: wiosną i jesienią. Obecność jednego dorosłego przedstawiciela w górze rzeki oznacza wprowadzenie do koryta ok. miliona larw, jest to ewidentny przykład strategii reprodukcyjnej. Destruktywny jest także sam system budowania kolonii, w której jedne osobniki rosną bezpośrednio na drugich, przez co szybko nanoszą muł, zapychają i niszczą rury, pompy, zbiorniki, filtry itp. Niezwykła jest odporność tego mięczaka na temperaturę i zasolenie wody oraz na obecność w niej chloru – co oznacza, że wszelkie próby wyeliminowania go z ekosystemu otwartego poniosą za sobą eliminację znakomitej większości innych jego mieszkańców. Wśród naturalnych wrogów racicznicy zmiennej należy wymienić piżmaka, który często uzupełnia swą dietę tymi mięczakami w okresie zimowym, gdy brakuje odpowiedniej ilości pokarmu roślinnego.
Znany jest pożyteczny efekt obecności racicznicy zmiennej jako organizmu oczyszczającego zbiorniki wodne, popularny zwłaszcza w Europie Północnej. Wielkie kolonie tego mięczaka o dużej zdolności do filtrowania znacząco obniżają mętność wody. Ten pożyteczny efekt od dawna budzi kontrowersje, jako że nie przestaje być alteracją w ekosystemie wywołaną przez gatunek-najeźdźcę.